# إيمانويل دنيس
إيمانويل دنيس (بالإنجليزية: Emmanuel Dennis؛ مواليد 15 نوفمبر 1997) لاعب كرة قدم نيجيري يلعب حاليًّا مع نادي واتفورد الإنجليزي والمنتخب النيجيري في مركز رأس الحربة.

## مسيرته الكروية
لعب ايمانويل دنيس خلال مسيرته الاحترافية مع ناديين في أربعة مواسم وسجل خلالها 25 هدفًا ضمن 98 مباراة. ولم يفز بأي موسم بالكأس وفاز في موسمين بالدوري.
خاض ايمانويل دنيس مسيرته مع نادي زوريا لوهانسك في موسم 2016–17 لمدة موسم واحد، مشاركًا في 22 مباراة سجل خلالها 6 أهداف. ثم انتقل إلى نادي كلوب بروج في موسم 2017–18 واستمر معه طيلة ثلاثة مواسم، حيث شارك في 76 مباراة سجل خلالها 19 هدفًا.

## وصلات خارجية
- إيمانويل دنيس على موقع الاتحاد الأوربي (الإنجليزية)
- إيمانويل دنيس على موقع اتحاد تركيا (لاعب) (الإنجليزية)
- إيمانويل دنيس على موقع إي إس بي إن إف سي (الإنجليزية)
- إيمانويل دنيس على موقع قاعدة بيانات كرة القدم.إي يو (الإنجليزية)
- إيمانويل دنيس على موقع بيانات كرة القدم. دي إي (الألمانية)
- إيمانويل دنيس على موقع ليكيب (الفرنسية)
- إيمانويل دنيس على موقع ناشيونال فوتبول تيمز (الإنجليزية)
- إيمانويل دنيس على موقع Soccerbase.com (لاعب) (الإنجليزية)
- إيمانويل دنيس على موقع Soccerway.com (الإنجليزية)
- إيمانويل دنيس على موقع عالم كرة القدم.نت (الإنجليزية)